# Turn Off the Light
"Turn Off the Light" (em português: Apague as luzes) é uma canção da cantora luso-canadense Nelly Furtado, extraída como segundo single oficial do álbum de estreia de Nelly, Whoa, Nelly!, lançado em 2001. A música contém amostras da canção "For What It's Worth" da banda de folk rock americana Buffalo Springfield, de uma forma alterada.

## Posições  nas paradas musicais
A canção se tornou sua canção de maior sucesso na época de seu lançamento. Na Nova Zelândia, tornou-se seu primeiro single número um e ficou nessa posição por 27 semanas.  Ele se tornou a segunda música de maior sucesso de 2001, segundo a parada de fim de ano.  A canção está entre as 28 mais bem sucedidas no país e a canção de maior sucesso de Nelly Furtado no país.
Ele chegou ao número cinco na Billboard Hot 100 em 30 de outubro de 2001, sua melhor posição até 2006, com seu single "Promiscuous", que alcançou o número um. Um remix com os rappers Ms. Jade e Timbaland foi lançado, e alcançou o número um na Billboard Hot Dance Music/Club Play Songs. A canção foi classificada em número 70 na tabela de fim de ano de 2001 e no número 92 na repescagem de 2002. Ele chegou ao número 5 no BillboardHot 100 Airplay Chart.
Ele chegou ao número sete na Austrália, sendo o seu single top dez segundos e ficou lá no quadro de vinte e uma semanas.  Ele também chegou ao número quatro na Reino Unido, tornando-se seu segundo single top five lá.

### Paradas
| Parada (2001)                                  | Melhor posição |
| ---------------------------------------------- | -------------- |
| Áustria (Ö3 Austria Top 75)                    | 2              |
| Bélgica (Ultratop 50 de Flandres)              | 3              |
| Dinamarca (Tracklisten Airplay)                | 5              |
| França (SNEP)                                  | 1              |
| O campo songid é OBRIGATÓRIO PARA PARADA ALEMÃ | 1              |
| Irlanda (IRMA)                                 | 1              |
| Países Baixos (Single Top 100)                 | 5              |
| Noruega (VG-lista)                             | 1              |
| Suécia (Sverigetopplistan)                     | 1              |
| Suíça (Schweizer Hitparade)                    | 1              |
| Reino Unido (UK Singles Chart)                 | 1              |
| Estados Unidos (Billboard Hot 100)             | 5              |
| Estados Unidos (Billboard Dance Club Songs)    | 1              |
| Estados Unidos (Billboard Latin Pop Airplay)   | 3              |

## Formatos e lista de faixas
Estes são os formatos e faixas dos principais lançamentos de um único "Turn Off the Light".
| E.U. 12 "promo LadoA 1. "Turn Off the Light" ([[Richard Visão] mix] Astromatic) - 7:17 2. "Turn Off the Light" (mistura Dataluxe) - 10:07 Lado B 1. "Turn Off the Light" (Decibel Depois de misturar Midnight) - 7:00 2. "Turn Off the Light" (Hino Junior da Terra) - 10:20 3. "Turn Off the Light" (álbum a cappella) - 4:33 E.U. 12 "single LadoA 1. "Turn Off the Light" (Remix) (com Timbaland e Jade) - 4:40 2. "Turn Off the Light" (mistura de Reggae Yogie Sunshine) - 3:57 3. "Turn Off the Light" (Visão Richard mix Astromatic) - 7:17 Lado B 1. "Turn Off the Light" (Hino Junior da Terra) - 10:20 2. "Turn Off the Light" (Decibel Depois de misturar Midnight) - 7:00 E.U. CD promo 1. "Turn Off the Light" (radio edit) - 3:36 2. "Turn Off the Light" (versão do álbum) - 4:36 UK 12 "single LadoA 1. "Turn Off the Light" (Remix) (featuring Timbaland e Ms. Jade) 2. "Turn Off the Light" (So Solid Crew remix) Lado B 1. "Turn Off the Light" (Album Version) 2. "Turn Off the Light" (mistura de Reggae Sunshine) | CD europeia reforçada 1. "Turn Off the Light" (radio edit) - 3:36 2. "Turn Off the Light" (mistura de Reggae Sunshine) - 3:59 3. "Turn Off the Light" (acústico) - 4:00 4. "Turn Off the Light" (vídeo metro) - 3:38 CD único europeu 1. "Turn Off the Light" (radio edit) - 3:36 2. "Eu sou como um pássaro" (acústico) - 3:50 CD 1. "Turn Off the Light" 2. "Turn Off the Light" (Remix) (featuring Timbaland e Jade) 3. "I'm Like a Bird" (versão acústica) 4. "Turn Off the Light" (vídeo) CD single australiano 1. "Turn Off the Light" (radio edit) - 3:36 2. "Turn Off the Light" (mistura de Reggae Sunshine) - 4:02 3. "Eu sou como um pássaro" (versão acústica) - 3:50 4. "Turn Off the Light" (vídeo metro) Brasil promo CD maxi-single 1. "Turn Off the Light" (radio edit) - 3:36 2. "Turn Off the Light" (mistura de Reggae Sunshine) - 3:57 3. "Turn Off the Light" (Remix) (featuring Timbaland & Ms. Jade) - 4:40 4. "Turn Off the Light" (Visão Richard mix Astromatic) - 7:17 5. "Turn Off the Light" (mistura Dataluxe) - 10:07 6. "Turn Off the Light" (Decibel Após mistura de Midnight) - 7:00 7. "Turn Off the Light" (álbum a cappella) - 4:33 8. "Eu sou como um pássaro" (Terra Junior's Anthem) - 10:20 |

## Remixes
- "Turn Off the Light" (radio mix) - 3:34
- "Turn Off the Light" (mistura Dataluxe) - 10:07
- "Turn Off the Light" (Dataluxe radio edit) - 4:14
- "Turn Off the Light" (Decibel Depois de misturar Midnight) - 7:00
- "Turn Off the Light" (mistura de Reggae Yoggie Sunshine) - 3:20
- "Turn Off the Light" (remix Yoggie do Sunshine) - 4:00
- "Turn Off the Light" (Visão Richard mix Astronomia) - 7:17
- "Turn Off the Light" (Chriss Vrenna vs Tweaker remix) - 3:34
- "Turn Off the Light" (DJ mix Jeckel Jungle) - 4:35
- "Turn Off the Light" (DJ Rodas no remix de estacionamento) - 7:29
- "Turn Off the Light" (mistura Anyanami) - 3:16
- "Turn Off the Light" (Hex Hector remix estendido)
- "Turn Off the Light" (Hex Hector remix edit)
- "Turn Off the Light" (DJ 17 mix)
- "Turn Off the Light" (mistura Brody)
- "Turn Off the Light" (remix Kandiman)
- "Turn Off the Light" (remix Psycle)
- "Turn Off the Light" (Rock remix Air)
- "Turn Off the Light" (remix indiano)
- "Turn Off the Light" (Much Dance 2002 remix)
- "Turn Off the Light" (Sky Dog remix)
- "Turn Off the Light" (remix) (com Jade e Timbaland) - 4:41
- "Turn Off the Light" (um remix cappella) (com Jade e Timbaland)
- "Turn Off the Light" (remix instrumental) (com Jade e Timbaland)

## Outras versões
- "Turn Off the Light" (radio edit) - 3:36
- "Turn Off the Light" (versão do álbum) - 4:36
- "Turn Off the Light" (versão instrumental)
- "Turn Off the Light" (versão acústica) - 4:00
- "Turn Off the Light" (álbum a cappella) - 4:33
- "Turn Off the Light" (real a cappella)